# Aethomys kaiseri
Aethomys kaiseri is een knaagdier uit het geslacht Aethomys dat voorkomt van Zuidwest-Oeganda tot Midden-Angola, Zambia en Malawi. Deze soort behoort tot een groep van grote Aethomys-soorten met korte staarten die ook A. hindei, A. stannarius en A. thomasi omvat. Het karyotype bedraagt 2n=50. De geïsoleerde populatie uit Angola is mogelijk een aparte soort, A. vernayi.